# HMS E13
HMS E13 – brytyjski okręt podwodny typu E. Zbudowany w latach 1912–1914 w Chatham Dockyard, Chatham kosztem 101 900 funtów. Okręt został wodowany 22 września 1914 roku i rozpoczął służbę w Royal Navy 9 grudnia 1914. 
Pierwszym dowódcą był Lt. Geoffrey Layton. Po rozpoczęciu służby w Royal Navy okręt został przydzielony do o Ósmej Flotylli Okrętów Podwodnych (8th Submarine Flotilla), stacjonującej w Harwich. W 1914 roku odbywała patrole w rejonie Morza Północnego.
W maju 1915 roku E13 został wysłany na patrol nad wybrzeża Morza Północnego pod panowaniem niemieckim. Po zauważeniu niemieckiego sterowca LZ 9, dowódca okrętu rozkazał otworzenie do niego ognia. W odpowiedzi załoga sterowca rozpoczęła bombardowanie okrętu, który wszedł w zanurzenie.
14 sierpnia 1915 roku wraz z HMS E8 okręt pod dowództwem Lt. Geoffreya Laytona został wysłany na misję przejścia przez Cieśniny Duńskie na Morze Bałtyckie. Z powodu awarii kompasu 18 sierpnia okręt wszedł na mieliznę w cieśninie Sund, u wybrzeży Saltholm, (patrz zdjęcie w infoboksie). O 5 rano 19 sierpnia łódź torpedowa Kongelige Danske Marine podpłynęła do okrętu E13 i przekazała informacje kapitanowi Laytonowi, że jeżeli w ciągu 24 godzin nie odpłynie z neutralnych wód terytorialnych Królestwa Danii, jego okręt wraz z załogą zostanie internowany.
W odpowiedzi kapitan Layton nakazał odciążenie okrętu, poprzez wypompowanie części paliwa, jednak nie dało to pożądanego rezultatu, okręt osiadł na mieliźnie na głębokości około 3 metrów. Layton wysłał jednego z oficerów na brzeg w celu skontaktowania się z Admiralicją i próby zorganizowania wyciągnięcia statku z mielizny. W międzyczasie pojawiły się niemieckie łodzie torpedowe, które pomimo interwencji Duńczyków, ostrzelały unieruchomiony okręt, który stanął w ogniu. Po opuszczeniu okrętu przez załogę duńskie łodzie zajęły pozycję pomiędzy niemieckimi łodziami torpedowymi a E13, które wycofały się. W wyniku ataku zginęło 14 członków załogi okrętu E13.
Pozostali marynarze wraz z kapitanem zostali internowani w Kopenhadze.
Po zakończeniu wojny okręt został sprzedany duńskiej firmie Petersen and Albeck.